# إليزابيث كونويل سميث ويلسون
إليزابيث كونويل سميث ويلسون (بالإنجليزية: Elizabeth Conwell Smith Willson)‏ (1842 - 1864)؛ كاتِبة وشاعرة أمريكية.